# Włoszczowa Północ
Włoszczowa Północ – jedna z trzech stacji kolejowych położonych na Centralnej Magistrali Kolejowej (Grodzisk Mazowiecki – Zawiercie), na której zatrzymują się pociągi pasażerskie.

## Ruch pasażerski[1]
| Rok  | Wymiana pasażerska na dobę |
| ---- | -------------------------- |
| 2017 | 200–299                    |
| 2018 | 200-299                    |
| 2019 | 300-499                    |
| 2020 | 200-299                    |
| 2021 | 300-499                    |
| 2022 | 500–699                    |
| 2023 | 700-999                    |
| 2024 | 700-999                    |
|      |                            |

## Historia
Stacja została otwarta dla ruchu pasażerskiego 16 października 2006; ideę jej powstania wspierał m.in. Przemysław Gosiewski z Kancelarii Premiera RP. Według Prezesa PKP koszt budowy peronu wyniósł 909 tys. zł, z czego 300 tys. zł wyłożył samorząd miasta. Według innych źródeł budowa peronu kosztowała 6.500.000 zł. Na początku listopada 2016 PKP PLK podpisała z przedsiębiorstwem Trakcja PRKiI umowa na modernizację stacji połączoną z dobudową drugiego peronu oraz dostosowaniem jej do budowy w przyszłości łącznicy nr 582 Czarnca – Włoszczowa Płn. Drugi peron otwarto w 2018 rok wraz z przejściem podziemnym. W 2022 otwarto łącznicę Włoszczowa Północ – Czarnca umożliwiającą połączenie Kielc z CMK.

## Powiązania komunikacyjne

### Autobus
Stacje Włoszczowa oraz Włoszczowa Północ są skomunikowane specjalną linią autobusową o nazwie Dworcówka, uruchamianą przez PKS Włoszczowa jadącą także przez centrum miasta Włoszczowa. Linia ta umożliwia przesiadki z dworca herbskiego na CMK, a także dojazd z miasta do obu dworców.

### Pociągi regionalne
Od czerwca 2023 roku, korzystając z nowo wybudowanej łącznicy Włoszczowa Północ – Czarnca (Linia kolejowa nr 582), pociągi Regio z Kielc, kończące bieg na stacji Włoszczowa, wydłużyły swoją relację i kończą bieg na stacji Włoszczowa Północ. Natomiast wszystkie międzywojewódzkie pociągi kursujące pomiędzy Częstochową a Kielcami zatrzymują się na stacji Włoszczowa Północ. Powoduje to wzrost roli stacji Włoszczowy Północ jako stacji węzłowej, m.in. z możliwością łatwej podróży z Kielc za granicę, np. do Czech, z tylko jedną przesiadką. Stacja Włoszczowa Północ pełni rolę regionalego węzła dla pociągów dalekobierznych. W ocenie ocenia Biuro Prasowe Urzędu Marszałkowskiego Województwa Świętokrzyskiego podróż z przesiadką na stacji Włoszczowa Północ skraca czas podróży mieszkońcom Kielce m.in do Łodzi, Warszawy oraz Gdańska.

## Połączenia krajowa i międzynarodowe

### Połącznia krajowe
Stacja Włoszczowa Północ (w rozkładzie 2024/2025) zapewnia bezpośrednie połączenia do głównych miast wojewódzkich: Warszawy, Krakowa, Katowic, Łodzi, Gdańska, Torunia, Bydgoszczy, Olsztyna, Szczecina i Poznania. Ponadto obsługuje połaczenia do miejscowości turystycznych, takich jak Krynica-Zdrój, Muszyna-Zdrój, Wisła i Zakopane.

### Połączenia międzynarodowe
Na stacji Włoszczowa Północ w rozkładzie jazdy 2024/2025 zatrzymują się pociągi międzynarodowe do Pragi, Bratysławy, Budapesztu i Wiednia oraz nocne połączenia do Pragi, Bratysławy, Budapesztu, Salzburga i Monachium, a także kursujący w okresie wakacyjnym pociąg do Rijeki.

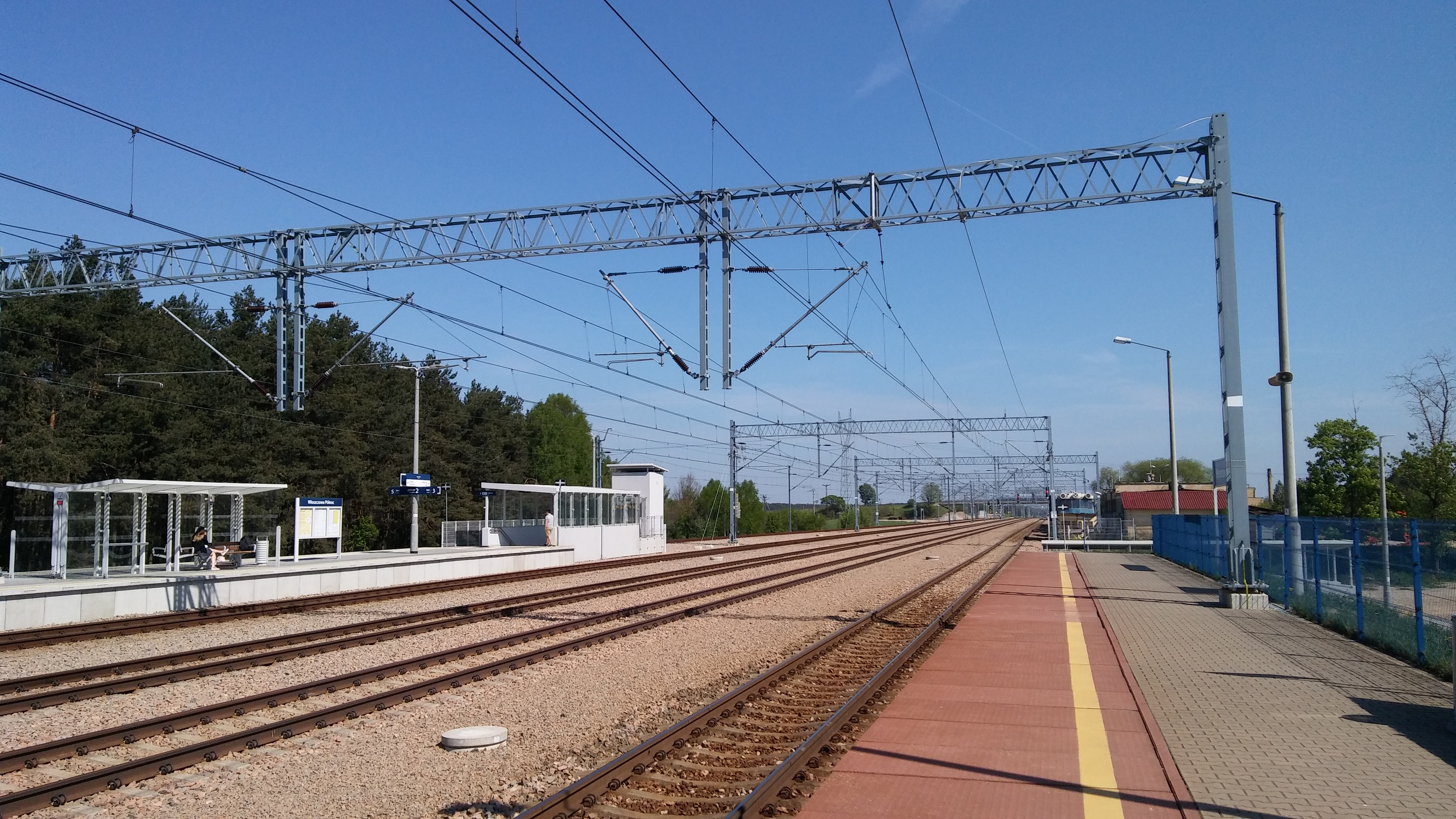
Stacja Włoszczowa Północ po modernizacji, kwiecień 2018.

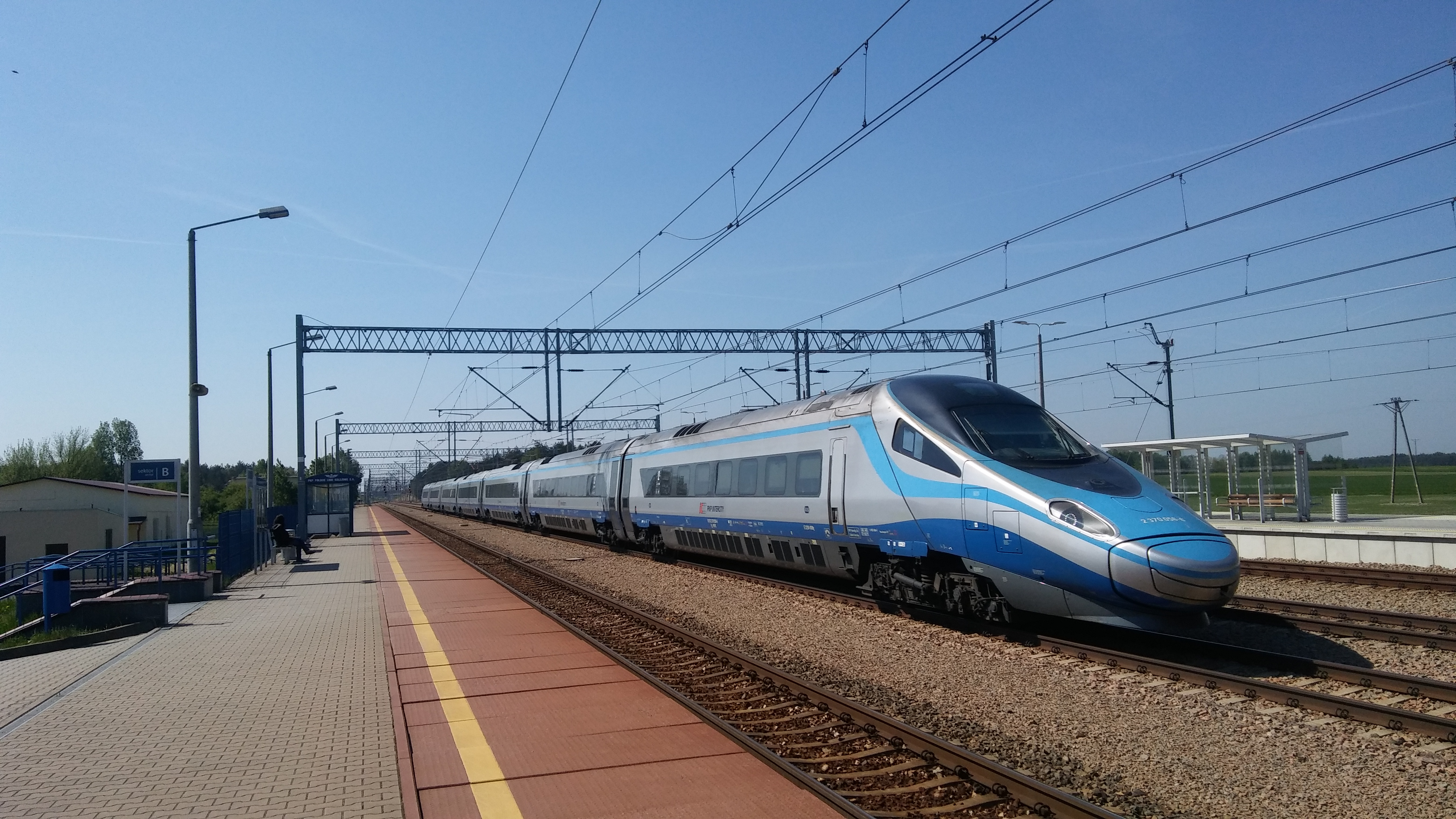
Pendolino na stacji Włoszczowa Północ.